# Liste des édifices labellisés « Patrimoine du XXe siècle » des Côtes-d'Armor
La liste des édifices labellisés « Patrimoine du XXe siècle » des Côtes-d'Armor recense de manière exhaustive les 12 édifices disposant du label officiel français « Patrimoine du XXe siècle » situés dans le département français des Côtes-d'Armor. Chacun de ces édifices est accompagné de sa notice sur la base Mérimée et de sa date de labellisation.

## Liste
| Monument                                                              | Commune              | Adresse                                                               | Coordonnées                        | Notice                        | Date | Illustration                                                          |
| --------------------------------------------------------------------- | -------------------- | --------------------------------------------------------------------- | ---------------------------------- | ----------------------------- | ---- | --------------------------------------------------------------------- |
| Pont du Marais (dit aussi pont Laurent)                               | Erquy Plurien        | La Côtière                                                            | 48° 37′ 58″ nord, 2° 25′ 04″ ouest | « EA22000002 »                | 2006 | Image manquante Téléverser                                            |
| Viaduc de Caroual (dit aussi viaduc de Cavé)                          | Erquy                | Caroual                                                               | 48° 37′ 12″ nord, 2° 28′ 14″ ouest | « EA22000001 »                | 2006 | Viaduc de Caroual (dit aussi viaduc de Cavé)                          |
| Phare des Roches-Douvres                                              | Île-de-Bréhat        |                                                                       | 49° 06′ 18″ nord, 2° 48′ 50″ ouest | « PA22000050 »                | 2017 | Phare des Roches-Douvres                                              |
| Chapelle du collège Saint-Joseph                                      | Lannion              | 38 rue Jean-Savidan                                                   | 48° 43′ 47″ nord, 3° 27′ 17″ ouest | « PA00135254 »                | 1995 | Chapelle du collège Saint-Joseph                                      |
| Maison Orain                                                          | Lannion              | 11 rue de la Coudraie                                                 | 48° 44′ 14″ nord, 3° 27′ 26″ ouest | « EA22000003 »                | 2000 | Maison Orain                                                          |
| Palais des congrès                                                    | Perros-Guirec        |                                                                       | 48° 48′ 54″ nord, 3° 27′ 15″ ouest | « PA22000042 »                | 2014 | Palais des congrès                                                    |
| Villa Rochefontaine                                                   | Perros-Guirec        | Rue de Traoù-Treuz                                                    | 48° 49′ 11″ nord, 3° 28′ 40″ ouest | « PA22000053 »                | 2017 | Image manquante Téléverser                                            |
| Radôme                                                                | Pleumeur-Bodou       | Route du Radôme                                                       | 48° 47′ 09″ nord, 3° 31′ 25″ ouest | « PA22000011 »                | 2000 | Radôme                                                                |
| Maison de Pierre Roche                                                | Pordic               | La Ville-Évêque                                                       | 48° 35′ 08″ nord, 2° 48′ 40″ ouest | « EA22000004 »                | 2000 | Image manquante Téléverser                                            |
| Boulevards Waldeck-Rousseau, La Chalotais, Sévigné et Harel de la Noë | Saint-Brieuc         | Boulevards Waldeck-Rousseau, La Chalotais, Sévigné et Harel de la Noë | 48° 30′ 55″ nord, 2° 45′ 06″ ouest | « PA22000044 »                | 2014 | Boulevards Waldeck-Rousseau, La Chalotais, Sévigné et Harel de la Noë |
| Gare de Saint-Brieuc-Centrale                                         | Saint-Brieuc         | Boulevard Waldeck-Rousseau                                            | 48° 30′ 42″ nord, 2° 45′ 19″ ouest | « PA22000045 »                | 2014 | Gare de Saint-Brieuc-Centrale                                         |
| Lycée Ernest-Renan                                                    | Saint-Brieuc         | 2-4 boulevard Hérault                                                 | 48° 30′ 56″ nord, 2° 45′ 09″ ouest | « EA22000006 »                | 2006 | Lycée Ernest-Renan                                                    |
| Viaduc de Toupin                                                      | Saint-Brieuc         |                                                                       | 48° 31′ 03″ nord, 2° 44′ 51″ ouest | « PA22000046 »                | 2014 | Viaduc de Toupin                                                      |
| Cinéma-dancing                                                        | Saint-Quay-Portrieux | Place Jean-Baptiste Barat                                             | 48° 39′ 01″ nord, 2° 49′ 53″ ouest | « PA00135258 »                | 1995 | Cinéma-dancing                                                        |
| Immeuble Hélios                                                       | Trébeurden           | Rue des Hortensias                                                    | 48° 46′ 30″ nord, 3° 34′ 48″ ouest | « EA22000005 » « IA22000338 » | 2006 | Immeuble Hélios                                                       |
| Jardins de Kerdalo                                                    | Trédarzec            | Le Verger                                                             | 48° 47′ 23″ nord, 3° 13′ 00″ ouest | « PA22000027 »                | 2007 | Jardins de Kerdalo                                                    |
| Poste                                                                 | Tréguier             | 19 rue Saint-André                                                    | 48° 47′ 14″ nord, 3° 13′ 42″ ouest | « PA00135259 »                | 1995 | Poste                                                                 |